# تينو فينزيل
تينو فينزيل (بالألمانية: Tino Wenzel)‏ هو لاعب رماية ألماني، ولد في 18 ديسمبر 1973 في إيبنبورن في ألمانيا.

## وصلات خارجية
- تينو فينزيل على موقع الاتحاد الدولي (الإنجليزية)
- تينو فينزيل على موقع اللجنة الأولمبية الدولية (الإنجليزية)
- تينو فينزيل على موقع أوليمبيديا (الإنجليزية)